# Тростянська сільська рада
Тростя́́нська сільська́ ра́да — адміністративно-територіальна одиниця та орган місцевого самоврядування в Борзнянському районі Чернігівської області. Адміністративний центр — село Тростянка.

## Загальні відомості
- Територія ради: 32,79 км²
- Населення ради: 622 особи (станом на 2001 рік)

Тростянська сільська рада зареєстрована 1918 року. Стала однією з 26-ти сільських рад Борзнянського району і одна з 10-ти, яка складається з одного населеного пункту.

## Населені пункти
Сільській раді підпорядковані населені пункти:
- с. Тростянка

## Освіта
На території сільради діє Тростянська ЗОШ І-ІІ ст.

## Склад ради
Рада складається з 12 депутатів та голови.
- Голова ради: Федірко Сергій Миколайович
- Секретар ради: Близнюк Надія Миколаївна

### Керівний склад попередніх скликань
| Прізвище, ім'я, по батькові | Основні відомості                                                                       | Дата обрання | Дата звільнення |
| --------------------------- | --------------------------------------------------------------------------------------- | ------------ | --------------- |
| Сущенко Микола Петрович     | Сільський голова, 1962 року народження, безпартійний                                    | 26.03.2006   | 31.10.2010      |
| Федірко Сергій Миколайович  | Сільський голова, 1976 року народження, освіта середня спеціальна, член Народної партії | 31.10.2010   |                 |

Примітка: таблиця складена за даними сайту Верховної Ради України

### Депутати
За результатами місцевих виборів 2010 року депутатами ради стали:

#### За суб'єктами висування
| Суб'єкт висування                                       | Кількість обраних депутатів | %    |
| ------------------------------------------------------- | --------------------------- | ---- |
| Політична партія Всеукраїнське об'єднання «Батьківщина» | 6                           | 50   |
| Партія регіонів                                         | 4                           | 33,3 |
| Народна партія                                          | 1                           | 8,3  |
| Політична партія «Сильна Україна»                       | 1                           | 8,3  |

#### За округами
| № округу                                                | Прізвище, ім'я, по батькові  | Дата визнання обраним | Освіта  | Партійна приналежність                        | Відомості про обраного депутата            |
| ------------------------------------------------------- | ---------------------------- | --------------------- | ------- | --------------------------------------------- | ------------------------------------------ |
| Народна Партія                                          |                              |                       |         |                                               |                                            |
| 2                                                       | Близнюк Надія Миколаївна     | 02.11.2010            | вища    | член Народної партії                          | Сільська рада, секре-тар                   |
| Партія регіонів                                         |                              |                       |         |                                               |                                            |
| 1                                                       | Язева Ольга Василівна        | 02.11.2010            | середня | член Партії регіонів                          | Магазин, прода-вець                        |
| 7                                                       | Гордієнко Ольга Миколаївна   | 02.11.2010            | вища    | член Партії регіонів                          | Школа, дирек-тор                           |
| 9                                                       | Булана Людмила Миколаївна    | 02.11.2010            | вища    | член Партії регіонів                          | Відді-лення зв'язку, листо-ноша            |
| 10                                                      | Микитенко Антоніна Андріївна | 02.11.2010            | вища    | член Партії регіонів                          | Школа, вчитель                             |
| Політична партія Всеукраїнське об'єднання «Батьківщина» |                              |                       |         |                                               |                                            |
| 4                                                       | Онопка Олена Миколаївна      | 02.11.2010            | середня | член Всеукраїнського об'єднання «Батьківщина» | Сільська рада, бухгал-тер                  |
| 5                                                       | Лисого Юлія Юріївна          | 02.11.2010            | середня | член Всеукраїнського об'єднання «Батьківщина» | фельдшерсько-акушерський пункт, сані-тарка |
| 6                                                       | Близнюк Надія Михайлівна     | 02.11.2010            | середня | член Всеукраїнського об'єднання «Батьківщина» | Школа, тех.-праців-ниця                    |
| 8                                                       | Січка Михайло Гаврилович     | 02.11.2010            | вища    | член Всеукраїнського об'єднання «Батьківщина» | пенсіонер                                  |
| 11                                                      | Ласун Валентина Михайлівна   | 02.11.2010            | середня | член Всеукраїнського об'єднання «Батьківщина» | Магазин, прода-вець                        |
| 12                                                      | Проценко Володимир Федорович | 02.11.2010            | середня | член Всеукраїнського об'єднання «Батьківщина» | СТОВТростян-ське, водій                    |
| Політична партія «Сильна Україна»                       |                              |                       |         |                                               |                                            |
| 3                                                       | Гордієнко Микола Андрійович  | 02.11.2010            | вища    | член Політичної партії «Сильна Україна»       | тимчасово не працює                        |